# Региональные выборы в Венесуэле (2010)
Региональные выборы 2010 года в Венесуэле были проведены 5 декабря с целью избрать губернаторов штатов Амасонас и Гуарико, а также мэров 11 муниципалитетов. В голосовании могли участвовать 1 761 961 венесуэльских граждан, что составляет около 10 % от общего числа избирателей страны, а также 22 940 иностранцев. 51 % потенциальных избирателей были зарегистрированы в Маракайбо.
Губернатора Амасонас выбирают отдельно от глав других штатов начиная с 2001 года, после того как в штате были отменены итоги голосования по семи избирательным участкам и для определения победителя пришлось проводить частичное переголосование. Первоначально выборы были запланированы на март 2011 года, но затем срок их проведения передвинули из-за гибели губернатор Гуарико Виллиана Лара в результате несчастного случая. Выборы в районах Альто Ориноко (Амасонас) и Кататумбо (Сулия), а также в муниципальные и приходские советы Венесуэлы, откладывающиеся два года с 2008 года, было решено не переносить и провести в 2011 году.

## Участники
К участию в выборах были допущены 52 кандидата. Как и на последних парламентских выборах, состоявшихся тремя месяцами раньше, основными участниками выборов стали две большие коалиции, пропрезидентская «Патриотический полюс» и оппозиционная «Круглый стол демократического единства» (исп. Mesa de la Unidad Democrática, MUD). Третья по популярности политическая сила страны, партия «Отечество для всех», участвовала только в губернаторских выборах в штате Амасонас, получив поддержку со стороны античавистских сил, и в свою очередь поддержав антипрезидентских кандидатов в двух муниципалитетах.
В отличие от предыдущих региональных выборов, когда правящая Единая социалистическая партия Венесуэлы (ЕСПВ) проводила праймериз, на этот раз лидер партии Уго Чавес лично выбрал кандидатов, утверждая, что первичные выборы невозможно провести так как крайний срок для регистрации кандидатов очень близок. 20 октября было объявлено, что кандидатами ЕСПВ станут в Гуарико Луис Энрике Гальярдо, ректор университета Ромуло Гальегоса, а в Амасонас Диохенес Эгильдо Палау, депутат Национальной ассамблеи. Спустя два дня были объявлены кандидаты ЕСПВ на посты мэров одиннадцати муниципалитетов, среди которых был Джан Карло Ди Мартино, ранее дважды избиравшийся мэром Маракайбо.
Античавистская оппозиция часть своих кандидатов определила с помощью переговоров, часть через праймериз. Так, в первичных выборах в Маракайбо участвовало около 180 000 человек, что составляет почти половину от голосов полученных оппозицией на последних парламентских выборах. В итоге кандидат партии «Новое время» адвокат Эвелинг Трехо де Росалес, супруга Мануэля Росалеса, победила с 70% голосов депутата городского совета Хуана Пабло Гуанипу из партии «За справедливость». Прошли праймериз и в Миранде (штат Сулия), победителем голосования, в котором приняло участие 11 798 человек (примерно 60 % от голосов за оппозицию на сентябрьских выборах), стал бывший мэр Вилмер Окендо,  генеральный секретарь партии «За социал-демократию»), набравший 46,48 % и опередивший Уинтона Медину из Демократического действия. Ряд кандидатов были определены по итогам переговоров, в частности, MUD без праймериз согласился поддержать губернатора штата Амасонас Либорио Гуарулья от партии «Отечество для всех», которая в свою очередь сняла своего кандидата в губернаторы штата Гуарико Франко Герратана в пользу Карлоса Проспери. В то же время Герратана остался в списках.

## Результаты
В голосовании 5 декабря 2010 года приняло участие 952 706 избирателей. Явка составила 54,07 %.

### Выборы губернаторов
Ниже приведены результаты губернаторских выборов по штатам. Цветом выделены победители выборов:  Патриотический полюс и  «Отечество для всех»
| Штат                                 | Кандидат                                                              | Коалиция (партия) | Голоса | % |
| ------------------------------------ | --------------------------------------------------------------------- | ----------------- | ------ | - |
| Амасонас                             |                                                                       |                   |        |   |
| Либорио Гуарулья                     | «Отечество для всех»                                                  | 32 391            | 51,12  |   |
| Эдгилдо Палау                        | Патриотический полюс Единая социалистическая партия Венесуэлы         | 30 694            | 48,44  |   |
| Бруна Дельгадильо                    | «Красное знамя»                                                       | 72                | 0,11   |   |
| Альфонсо Велис                       | «Организованные управлять»                                            | 65                | 0,10   |   |
| Ровинсон Леон                        | «Проект Венесуэла»                                                    | 59                | 0,09   |   |
| Америко Гутьеррес                    | Новый социальный порядок                                              | 53                | 0,08   |   |
| Фанни Товар                          | Революционное левое движение—200                                      | 19                | 0,02   |   |
| Недействительные/пустые бюллетени    | Недействительные/пустые бюллетени                                     | 1 822             | —      |   |
| Всего                                | Всего                                                                 | 65 175            | 100    |   |
| Зарегистрировано избирателей/Явка    | Зарегистрировано избирателей/Явка                                     | 88 140            | 73,94  |   |
| Источник: Consejo Nacional Electoral |                                                                       |                   |        |   |
| Гуарико                              |                                                                       |                   |        |   |
| Луис Гальярдо                        | Большой патриотический полюс Единая социалистическая партия Венесуэлы | 150 536           | 77,08  |   |
| Карлос Проспери                      | Круглый стол демократического единства Демократическое действие       | 43 430            | 22,23  |   |
| Франко Герратана                     | «Отечество для всех»                                                  | 1 141             | 0,58   |   |
| Мелания Ванегас                      | Движение «Революционный бастион 200 4-я фаза»                         | 107               | 0,05   |   |
| Лоренсо Товар                        | Экологическое движение Венесуэлы                                      | 67                | 0,03   |   |
| Недействительные/пустые бюллетени    | Недействительные/пустые бюллетени                                     | 4 416             | —      |   |
| Всего                                | Всего                                                                 | 199 697           | 100    |   |
| Зарегистрировано избирателей/Явка    | Зарегистрировано избирателей/Явка                                     | 454 009           | 43,98  |   |
| Источник: Consejo Nacional Electoral |                                                                       |                   |        |   |

### Выборы мэров
Ниже приведены результаты выборов мэров. Цветом выделены партии, входящие в коалиции  «Патриотический полюс» и  «Круглый стол демократического единства».
| Муниципалитет                        | Кандидат                                                              | Коалиция (партия) | Голоса | % |
| ------------------------------------ | --------------------------------------------------------------------- | ----------------- | ------ | - |
| Ачагуас (Апуре)                      |                                                                       |                   |        |   |
| Архелия де Фигередо                  | Большой патриотический полюс Единая социалистическая партия Венесуэлы | 12 910            | 58,62  |   |
| Корнелио Диас                        | Круглый стол демократического единства Демократическое действие       | 8 336             | 37,98  |   |
| Рафаэль Кастильо                     | Движение «Революционный бастион 200 4-я фаза»                         | 459               | 2,08   |   |
| Рамон Линарес                        | самовыдвиженец                                                        | 201               | 0,91   |   |
| Хулио Пирто                          | «Отечество для всех»                                                  | 63                | 0,28   |   |
| Морелис Нарваес                      | самовыдвиженец                                                        | 10                | 0,04   |   |
| Хоан Монтойя                         | самовыдвиженец                                                        | 10                | 0,04   |   |
| Луис Мосе Бланко                     | «Национальное мнение»                                                 | 2                 | 0,00   |   |
| Мигель Родригес                      | «Независимая солидарность»                                            | 2                 | 0,00   |   |
| Недействительные/пустые бюллетени    | Недействительные/пустые бюллетени                                     | 406               | —      |   |
| Всего                                | Всего                                                                 | 22 429            | 100    |   |
| Зарегистрировано избирателей/Явка    | Зарегистрировано избирателей/Явка                                     | 35 561            | 63,07  |   |
| Источник: Consejo Nacional Electoral |                                                                       |                   |        |   |
| Миранда (Карабобо)                   |                                                                       |                   |        |   |
| Эдуардо Секера                       | Патриотический полюс Единая социалистическая партия Венесуэлы         | 6 013             | 51,02  |   |
| Хесус Мигель Санчес                  | Круглый стол демократического единства «Чёткий счёт»                  | 5 667             | 48,09  |   |
| Франсиско Эрнандес                   | Народное избирательное движение                                       | 90                | 0,76   |   |
| Анхель Арраес                        | «Красное знамя»                                                       | 14                | 0,11   |   |
| Недействительные/пустые бюллетени    | Недействительные/пустые бюллетени                                     | 275               | —      |   |
| Всего                                | Всего                                                                 | 12 059            | 100    |   |
| Зарегистрировано избирателей/Явка    | Зарегистрировано избирателей/Явка                                     | 17 962            | 67,13  |   |
| Источник: Consejo Nacional Electoral |                                                                       |                   |        |   |
| Каррисаль (Миранда)                  |                                                                       |                   |        |   |
| Хосе Луис Родригес                   | «Круглый стол демократического единства» «Новое время»                | 8 638             | 49,73  |   |
| Луис Апонте                          | «Патриотический полюс» Единая социалистическая партия Венесуэлы       | 7 495             | 43,15  |   |
| Маноло Бланко                        | Экологическое движение Венесуэлы                                      | 1 043             | 6,00   |   |
| Фернандо Руэда                       | «Единство»                                                            | 123               | 0,70   |   |
| Нелса Гарсес                         | Движение «Революционный бастион 200 4-я фаза»                         | 69                | 0,39   |   |
| Недействительные/пустые бюллетени    | Недействительные/пустые бюллетени                                     | 428               | —      |   |
| Всего                                | Всего                                                                 | 17 796            | 100    |   |
| Зарегистрировано избирателей/Явка    | Зарегистрировано избирателей/Явка                                     | 35 400            | 50,27  |   |
| Источник: Consejo Nacional Electoral |                                                                       |                   |        |   |
| Нуэва-Эспарта                        |                                                                       |                   |        |   |
| Ричард Фермин                        | «Круглый стол демократического единства» «За справедливость»          | 5 862             | 55,47  |   |
| Луис Диас                            | «Патриотический полюс» Единая социалистическая партия Венесуэлы       | 4 385             | 41,49  |   |
| Глория де Торкат                     | REPADI                                                                | 320               | 3,02   |   |
| Недействительные/пустые бюллетени    | Недействительные/пустые бюллетени                                     | 253               | —      |   |
| Всего                                | Всего                                                                 | 10 820            | 100    |   |
| Зарегистрировано избирателей/Явка    | Зарегистрировано избирателей/Явка                                     | 19 624            | 55,13  |   |
| Источник: Consejo Nacional Electoral |                                                                       |                   |        |   |
| Маракайбо (Сулия)                    |                                                                       |                   |        |   |
| Эвелинг Трехо де Росалес             | «Круглый стол демократического единства» «За справедливость»          | 289 228           | 58,64  |   |
| Джан Карло Ди Мартино                | «Патриотический полюс» Единая социалистическая партия Венесуэлы       | 203 790           | 41,31  |   |
| Фредди Парра                         | M.I.S.                                                                | 113               | 0,02   |   |
| Хуан Пабло Гуанипа                   | «Друзья Венесуэлы»                                                    | 89                | 0,01   |   |
| Недействительные/пустые бюллетени    | Недействительные/пустые бюллетени                                     | 6 445             | —      |   |
| Всего                                | Всего                                                                 | 499 665           | 100    |   |
| Зарегистрировано избирателей/Явка    | Зарегистрировано избирателей/Явка                                     | 902 776           | 55,34  |   |
| Источник: Consejo Nacional Electoral |                                                                       |                   |        |   |
| Миранда (Сулия)                      |                                                                       |                   |        |   |
| Тиберио Бермудес                     | «Патриотический полюс» Единая социалистическая партия Венесуэлы       | 30 142            | 66,10  |   |
| Вилмер Окендо                        | «Круглый стол демократического единства» «За социал-демократию»       | 15 290            | 33,53  |   |
| Хованни Феррер                       | Партия социалистической организации Венесуэлы                         | 164               | 0,35   |   |
| Недействительные/пустые бюллетени    | Недействительные/пустые бюллетени                                     | 706               | —      |   |
| Всего                                | Всего                                                                 | 46 302            | 100    |   |
| Зарегистрировано избирателей/Явка    | Зарегистрировано избирателей/Явка                                     | 62 047            | 74,62  |   |
| Источник: Consejo Nacional Electoral |                                                                       |                   |        |   |
| Панамерикано (Тачира)                |                                                                       |                   |        |   |
| Мэри Кармона                         | «Круглый стол демократического единства» КОПЕЙ                        | 5 951             | 52,58  |   |
| Педро Нел Кастро                     | «Патриотический полюс» Единая социалистическая партия Венесуэлы       | 5 340             | 47,18  |   |
| Джонни Альвани Санчес                | Экологическое движение Венесуэлы                                      | 20                | 0,17   |   |
| Сиро Гарофало                        | FURE                                                                  | 6                 | 0,05   |   |
| Недействительные/пустые бюллетени    | Недействительные/пустые бюллетени                                     | 240               | —      |   |
| Всего                                | Всего                                                                 | 11 557            | 100    |   |
| Зарегистрировано избирателей/Явка    | Зарегистрировано избирателей/Явка                                     | 18 593            | 62,15  |   |
| Источник: Consejo Nacional Electoral |                                                                       |                   |        |   |
| Боконо (Трухильо)                    |                                                                       |                   |        |   |
| Мигель Марин                         | «Патриотический полюс» Единая социалистическая партия Венесуэлы       | 18 972            | 71,03  |   |
| Хуан Луис Маркес                     | «Круглый стол демократического единства» Демократическое действие     | 7 719             | 28,90  |   |
| Фелисай Кроселья                     | «Деятельные соседи»                                                   | 17                | 0,06   |   |
| Недействительные/пустые бюллетени    | Недействительные/пустые бюллетени                                     | 576               | —      |   |
| Всего                                | Всего                                                                 | 27 284            | 100    |   |
| Зарегистрировано избирателей/Явка    | Зарегистрировано избирателей/Явка                                     | 60 573            | 45,04  |   |
| Источник: Consejo Nacional Electoral |                                                                       |                   |        |   |
| Миранда (Трухильо)                   |                                                                       |                   |        |   |
| Хосе Дуглас Линарес                  | «Патриотический полюс» Единая социалистическая партия Венесуэлы       | 3 479             | 40,64  |   |
| Рохер Оканто                         | «Круглый стол демократического единства» «Новое время»                | 2 386             | 27,87  |   |
| Юдит Гонсалес                        | Движение «Революционный бастион 200 4-я фаза»                         | 1 671             | 19,52  |   |
| Альберто Ранхель                     | самовыдвиженец                                                        | 686               | 8,01   |   |
| Иполито Медина                       | Независимое революционное движение «Мы»                               | 228               | 2,66   |   |
| Роса Урбина                          | Социалистический проект для Миранды                                   | 110               | 1.28   |   |
| Фернандо Бургос                      | «Деятельные соседи»                                                   | 0                 | 0,00   |   |
| Недействительные/пустые бюллетени    | Недействительные/пустые бюллетени                                     | 206               | —      |   |
| Всего                                | Всего                                                                 | 8 766             | 100    |   |
| Зарегистрировано избирателей/Явка    | Зарегистрировано избирателей/Явка                                     | 13 692            | 64,02  |   |
| Источник: Consejo Nacional Electoral |                                                                       |                   |        |   |
| Мануэль-Монхе (Яракуй)               |                                                                       |                   |        |   |
| Дилсио Скотт                         | «Патриотический полюс» Единая социалистическая партия Венесуэлы       | 4 049             | 53,22  |   |
| Педро Кабрера                        | «Круглый стол демократического единства» «За справедливость»          | 3 543             | 45,56  |   |
| Эдгардо Кирога                       | Народное избирательное движение                                       | 16                | 0,21   |   |
| Недействительные/пустые бюллетени    | Недействительные/пустые бюллетени                                     | 265               | —      |   |
| Всего                                | Всего                                                                 | 7 873             | 100    |   |
| Зарегистрировано избирателей/Явка    | Зарегистрировано избирателей/Явка                                     | 11 404            | 69,03  |   |
| Источник: Consejo Nacional Electoral |                                                                       |                   |        |   |
| Ниргуа (Яракуй)                      |                                                                       |                   |        |   |
| Рикардо Капелья                      | «Патриотический полюс» Единая социалистическая партия Венесуэлы       | 12 002            | 51,07  |   |
| Рикардо Мендоса                      | «Круглый стол демократического единства» «Новое время»                | 11 000            | 46,80  |   |
| Секера Нельсон                       | Народное избирательное движение                                       | 340               | 1,44   |   |
| Вольфганг Мансо                      | самовыдвиженец/Новый социальный порядок                               | 159               | 0,67   |   |
| Недействительные/пустые бюллетени    | Недействительные/пустые бюллетени                                     | 754               | —      |   |
| Всего                                | Всего                                                                 | 24 255            | 100    |   |
| Зарегистрировано избирателей/Явка    | Зарегистрировано избирателей/Явка                                     | 39 131            | 61,98  |   |
| Источник: Consejo Nacional Electoral |                                                                       |                   |        |   |